# Ottavio Acquaviva d'Aragona (1560-1612)
Pour les articles homonymes, voir Ottavio Acquaviva d'Aragona.
Ottavio Acquaviva d'Aragona, seniore, né à Naples en 1560 et mort à Naples le 5 décembre 1612, est un cardinal italien.
Il est un neveu du cardinal Giovanni Vincenzo Acquaviva d'Aragona (1542) et de Fr. Claudio Acquaviva, S.J., supérieur général de la Compagnie de Jésus, le frère du cardinal Giulio Acquaviva d'Aragona (1570) et du martyr Ridolfo Acquaviva, S.J., et le grand-oncle du cardinal Ottavio Acquaviva d'Aragona, iuniore (1654). Les autres cardinaux de la famille sont Francesco Acquaviva d'Aragona (1706), Troiano Acquaviva d'Aragona (1732) et Pasquale Acquaviva d'Aragona (1770).

## Repères biographiques
Ottavio Acquaviva d'Aragona étudie à l'université de Pérouse. Il va à Rome et y est référendaire au tribunal suprême de la Signature apostolique. Acquaviva est notamment gouverneur de Viterbe et majordome du pape Grégoire XIV.
Le pape Grégoire XIV le crée cardinal lors du consistoire du 6 mars 1591. Le cardinal Acquaviva est légat apostolique en Campagne et Marittima. Il participe au conclave de 1591, lors duquel Innocent IX est élu et au conclave de 1592 (élection de Clément VIII). En 1593, Clément VIII le nomme légat apostolique à Avignon; il retourne à Rome en 1597. Il participe aux deux conclaves de 1604 (élection de Léon XI et de Paul V).
En 1605 il est élu archevêque de Naples. Le cardinal Acquaviva est camerlingue du Sacré Collège de 1609 à 1610.